# Fernando Domínguez Cunchillos
Fernando Domínguez Cunchillos (Gallur, Zaragoza, 10 de junio de 1953) es un médico, cirujano e investigador español, experto en senología. Es Consejero de Salud del Gobierno de Navarra (2015-2019, y desde 2023).

## Biografía
Nacido en la localidad zaragozana de Gallur 1953. Tras licenciarse en Medicina en la Universidad de Zaragoza, se especializó en Cirugía general y Aparato digestivo; y se doctoró en Medicina y Cirugía en la Universidad Complutense de Madrid.
En 1976 comenzó su trayectoria profesional como médico de atención primaria en Teruel. Dos años después se trasladó a Navarra, donde ocupó diversos cargos, como el de Director de la Unidad Clínica de Cirugía mamaria del Completo Hospitalario de Navarra (2013), en cuya creación participó activamente.
Ha sido presidente de la Sociedad Española de Senología y Patología Mamaria (2001-2005).
Uxue Barkos le nombró consejero de Sanidad del Gobierno de Navarra (2019); y ocho años después, estando jubilado, fue de nuevo llamado a dirigir el departamento de Salud del Gobierno de Navarra, en esta ocasión presidido por María Chivite, a petición de Geroa Bai.
Está casado con Isabel Martínez Montero, y tiene un hijo, y dos nietos: Julia y Daniel.
Ha participado en la publicación de más de sesenta publicaciones científicas. Es autor de la Guía útil para el paciente con cáncer de mama y sus familiares, utilizada como referencia por la Asociación Española de Cirujanos.